# 巴尔塔萨·范德波尔
巴尔塔萨·范德波尔（荷蘭語：Balthasar van der Pol，1889年1月27日—1959年10月6日）是一名荷兰物理学家。

## 生平
范德波尔在乌得勒支学习物理学，1920年代获得博士学位。在约翰·弗莱明和约瑟夫·汤姆孙的指导下在英格兰学习实验物理学。1921年加入飞利浦研究实验室，他在那里工作到1949年退休为止。
范德波尔是一名荷兰电学工程师，二十世纪二三十年代他在实验室创立了现代实验动力学。他研究了使用真空管的电路，发现它们的振荡非常稳定，现在被称为极限环。当电路的驱动信号频率接近极限环的频率时，产生的周期性响应的频率将变成驱动信号的频率。也就是说，电路被驱动信号“挟带”。然而波形，或者说信号形状，却可能十分复杂并且包含丰富的谐波和分谐波结构。
范德波尔和他的同事范德马克（van der Mark）在英国期刊《自然》的1927年9月期上发表，在使用某些自然挟带频率作为驱动频率时，会听到“无规律的噪声”。通过重建他的电子管电路，现在知道他们发现了确定性混沌。他们的文章可能是关于混沌的最早的实验报告之一，但他们并没有对混沌做进一步的详细研究。
范德波尔建立了很多人类心脏的电子电路模型，来研究心脏动力学稳定性的范围。他在增加外部驱动信号上的研究与实际心脏被起搏器驱动的情况是相似的。利用其在挟带方面的工作，他对如何稳定心脏的不规则跳动，即“心律不齐”，十分感兴趣。
范德波尔是“Het Nederlandsch Radiogenootschap”的创始人之一及多年的主席，国际无线电扩散联盟以及国际无线电科学联盟成员。
他的主要研究兴趣是在無線電波的传播，电路理论和数学物理。范德波尔振荡器是世界上使用最广泛的非线性自激振荡模型，便是他的名字命名。
他于1935年被授予無線電工程師協會（现电气电子工程师学会）荣誉勋章，第10443号小行星范德波尔也以他的名字命名。
1949年，范德波尔成为荷兰皇家文理学院的成员。